# Walt Blackadar
Walter Lloyd Blackadar Jr., meist nur Walt Blackadar (* 13. August 1922; † 13. Mai 1978) war ein US-amerikanischer Wildwasser-Pionier.

## Leben
Blackadar war von Beruf Chirurg. Erst im Alter von 43 Jahren begann er mit dem Paddeln. Im Alter von 49 Jahren gab er seinen Beruf als Chirurg auf, löste seine Lebensversicherung auf und schrieb sein Testament, um fortan nur mehr für das Wildwasserpaddeln zu leben. Er bewältigte die schwierigsten und einsamsten Flüsse Nordamerikas.
Er war das Vorbild einer ganzen Paddler-Generation. Im Amerika der 1970er-Jahre wandelte er das Image des Paddelns vom reinen Wettkampf- zum Outdoorsport. Zu seinen spektakulärsten Leistungen zählten 1971 die Erstbefahrung des Turnback Canyon am Alsek River und 1972 die Erstbefahrung des Devils Canyon am Susitna River in Alaska.
Nachdem im Turnback Canyon ein in einer großen Walze hängengebliebener Eisbrocken sein Kajak beschädigt und er nur mit Mühe das rettende Ufer erreicht hatte, schrieb er in sein Tourenbuch:

“One huge horrendous mile of hair (the worst foamy rapids a kayaker can imagine), 30 feet wide, 50,000 cubic feet per second and a twenty degree downgrade going like hell. Incredible! I didn’t flip in that mile or I wouldn’t be writing … I’ll never go back, not for $50,000, not for all tea in China. Heed my words well and don’t be a ass! It’s unpaddleable!”

„Eine ungeheuer schreckliche Strecke, die schlimmsten brodelnden Stromschnellen, die sich ein Paddler nur vorstellen kann, bei neun Meter Breite zweitausend Kubikmeter Wasser in der Sekunde und zwanzig Grad Gefälle, ein Höllenritt. Unglaublich! Ich bin nicht gekentert, sonst könnte ich diese Worte nicht mehr schreiben … Ich würde das nie wiederholen, nicht für 50.000 Dollar, nicht für allen Tee Chinas. Höre auf meine Worte und sei kein Narr. Er ist unbefahrbar!“

Sports Illustrated verglich seinen Erfolg am Turnback Canyon mit der Erstbesteigung des Mount Everest. Kanada ehrte ihn, indem ein Berg in der Alsek Range nach ihm Mount Blackadar benannt wurde. Der Turnback Canyon befindet sich an der Westflanke des Mount Blackadar.
Am 13. Mai 1978 verunglückte er tödlich im South Fork des South Payette River, Idaho, als er unter der Wasseroberfläche an Treibholz hängen blieb. Sein Grab, markiert von einer Bronzetafel an einem rohen Felsblock, liegt am Garden Valley Cementary mit Blick auf den Fluss, in dem er starb.